# Kępa (województwo małopolskie)
Kępa – wieś w Polsce położona w województwie małopolskim, w powiecie krakowskim, w gminie Słomniki.
W latach 1975–1998 miejscowość administracyjnie należała do województwa krakowskiego.

Integralna część miejscowości: Brus.